# Liste der Biografien/Zib
Liste der Biografien |
Portal Biografien |
Personensuche
# |
A |
B |
C |
D |
E |
F |
G |
H |
I |
J |
K |
L |
M |
N |
O |
P |
Q |
R |
S |
T |
U |
V |
W |
X |
Y |
Z |
?
 
Za |
Zb |
Zc |
Zd |
Ze |
Zf |
Zg |
Zh |
Zi |
Zj |
Zk |
Zl |
Zm |
Zn |
Zo |
Zr |
Zs |
Zu |
Zv |
Zw |
Zy |
Zz
 
Zia |
Zib |
Zic |
Zid |
Zie |
Zif |
Zig |
Zih |
Zij |
Zik |
Zil |
Zim |
Zin |
Zio |
Zip |
Zir |
Zis |
Zit |
Ziu |
Ziv |
Ziw |
Zix |
Ziy |
Ziz
Die Liste der Biografien führt alle Personen auf, die in der deutschsprachigen Wikipedia einen Artikel haben. Dieses ist eine Teilliste mit 28 Einträgen von Personen, deren Namen mit den Buchstaben „Zib“ beginnt.

## Zib
- Zib, Christian (* 1960), österreichischer Jurist
- Zib, Erich (* 1951), österreichischer Heurigenmusiker, Liedtexter, Komponist und Moderator
- Zíb, Tomáš (* 1976), tschechischer Tennisspieler

### Ziba
- Ziba, Diener Sauls und Mefi-Boschets
- Zibanejad, Mika (* 1993), schwedischer Eishockeyspieler
- Zibaso, Werner P. (1910–1983), deutscher Drehbuchautor

### Zibe
- Zibechi, Alfredo (1895–1958), uruguayischer Fußballspieler
- Zibechi, Armando (* 1896), uruguayischer Fußballspieler
- Zibechi, Pedro, uruguayischer Fußballspieler
- Zibelius-Chen, Karola (* 1942), deutsche Ägyptologin und Sudanarchäologin
- Zibell, Barbara (* 1955), deutsche Stadt- und Regionalplanerin
- Zibermayr, Ignaz (1878–1966), österreichischer Historiker und Archivar
- Žibert, Urban (* 1992), slowenischer Fußballspieler
- Zibes, Pablo (* 1971), argentinischer Pantomime und Schauspieler

### Zibl
- Ziblatt, Daniel (* 1972), US-amerikanischer PolitikwissenschaftlerDaniel Ziblatt (* 1972)

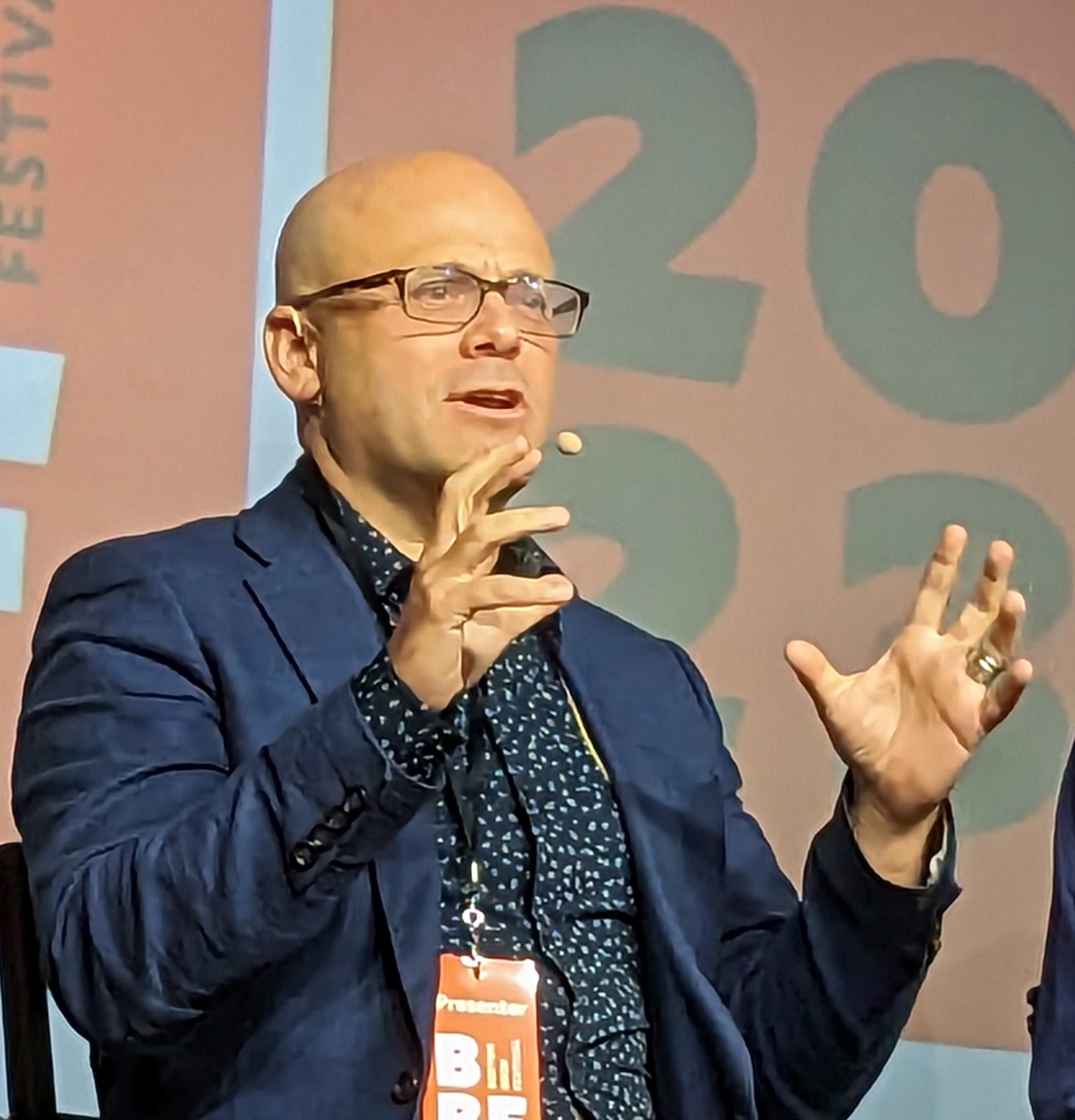
Daniel Ziblatt (* 1972)

- Ziblijew, Wassili Wassiljewitsch (* 1954), russischer Kosmonaut

### Zibo
- Zibol, Burkhard († 1433), Schweizer Politiker und Wohltäter
- Zibol, Jakob († 1414), Schweizer Kaufmann, Politiker und Klostergründer
- Zibolis, Marius (1974–2023), litauischer Goalballspieler
- Zibolsky, Annerose (* 1921), deutsche Politikerin (CDU/FDJ), MdL (Brandenburg), MdV
- Zibordi, Giovanni (1870–1943), italienischer politischer Journalist

### Zibr
- Žibrat, Jan (* 1992), slowenischer Tischtennisspieler
- Žibret, Veljko (* 1978), kroatischer Eishockeyspieler

### Zibu
- Zibulin, Lew Grigorjewitsch (1927–2009), sowjetisch-russischer Geophysiker
- Zibulka, Kiril (1927–1997), bulgarischer Komponist
- Zibung, Carl (1930–1998), Schweizer Journalist
- Zibung, David (* 1984), Schweizer Fussballtorhüter
- Zibung, Kurt (* 1950), Schweizer Politiker (CVP), Landammann von Schwyz